# Tribolonotus ponceleti
Tribolonotus ponceleti — вид сцинкоподібних ящірок родини сцинкових (Scincidae). Мешкає на Соломонових островах.

## Поширення і екологія
Tribolonotus ponceleti мешкають на островах Бугенвіль, Шуазель, Санта Ізабель і Нґґатокае в архіпелазі Соломонових островів. Вони живуть у вологих тропічних лісах в долинах річок. Зустрічаються на висоті до 250 м над рівнем моря. Ведуть нічний спосіб життя. Живляться комахами і павуками. Відкладають яйця, в кладці 1 яйце.